# FK Hlubočky

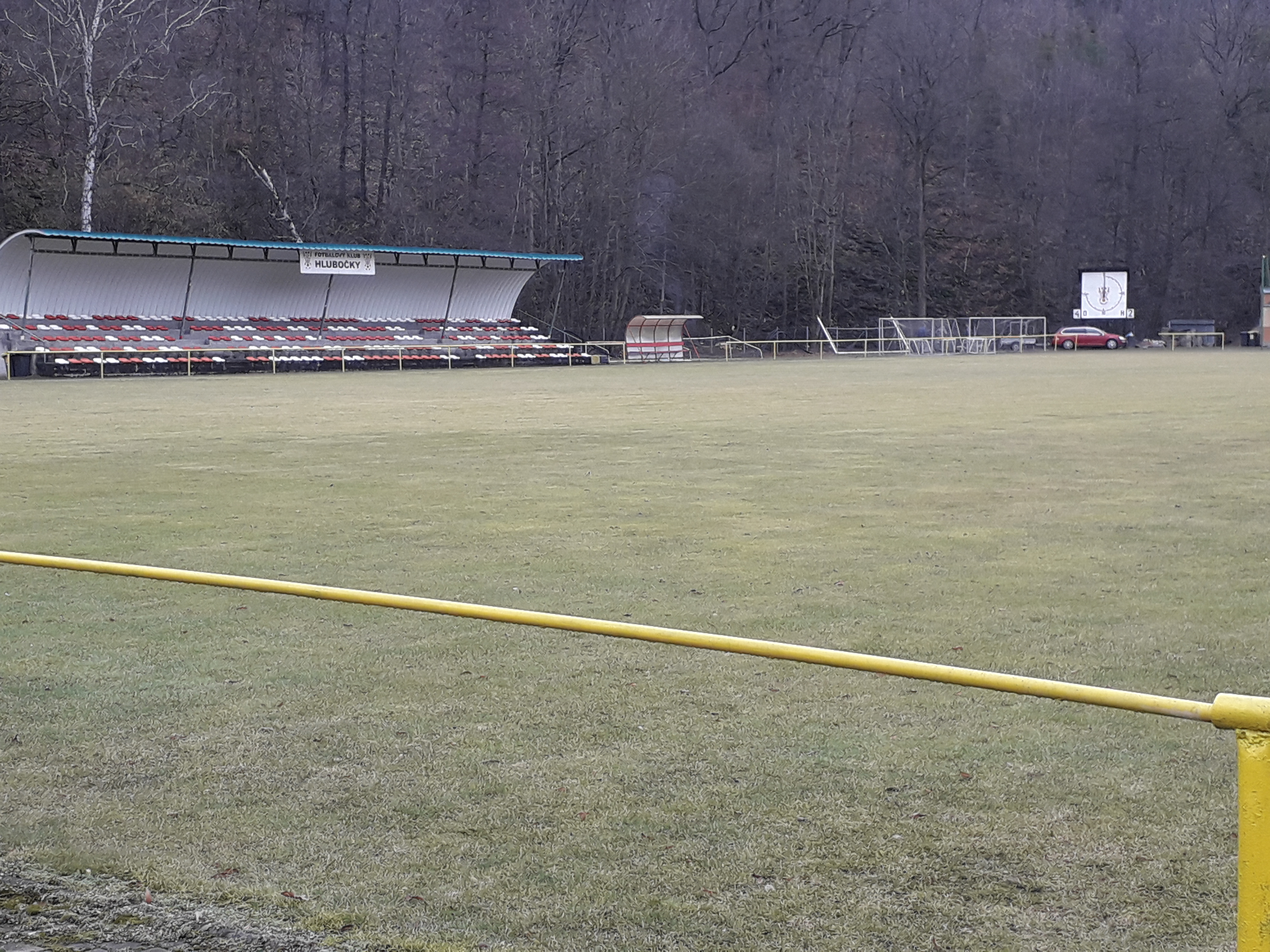
Stadion FK Hlubočky na jaře 2021

Fotbalový klub Hlubočky je český fotbalový klub z obce Hlubočky, hrající od sezóny 2011/12 I. A třídu Olomouckého kraje (6. nejvyšší soutěž).
Své domácí zápasy odehrává na stadionu Hombok Stadium 
V sezoně 1993/94 za Hlubočky nastupoval mj. Igor Kuzněčenkov.

## Stručná historie fotbalu v Hlubočkách
V roce 1946 byly v obci založeny dva fotbalové kluby – SK Hlubočky, založený v březnu a SK Moravia v Mariánském Údolí, založený v dubnu.
Slavnější z nich byla mladší Moravia, která v roce 1952 vybojovala postup do krajského přeboru (tehdy 3. nejvyšší soutěž). V nejvyšší krajské soutěži celek z Mariánského Údolí působil čtyři sezóny. V roce 1962 došlo ke sloučení obou klubů v TJ Moravia Hlubočky, při čemž bylo hřiště v Mariánském Údolí podnikem Moravia zrušeno z důvodu výstavy nových hal. V roce 1992 došlo k osamostatnění fotbalového oddílu a k následnému vytvoření FK Hlubočky.

## Historické názvy

### Historické názvy SK Hlubočky
Zdroj: 
- 1946 – SK Hlubočky (Sportovní klub Hlubočky)
- 195? – TJ Spartak Hlubočky (Tělovýchovná jednota Spartak Hlubočky)

### Historické názvy SK Moravia v Mariánském Údolí
Zdroj: 
- 1946 – SK Moravia v Mariánském Údolí (Sportovní klub Moravia v Mariánském Údolí)
- 1948 – Sokol Moravia v Mariánském Údolí
- 1952 – TJ Spartak Moravia v Mariánském Údolí (Tělovýchovná jednota Spartak Moravia v Mariánském Údolí)

### Historické názvy po sloučení
Zdroj: 
- 1962 – TJ Moravia Hlubočky (Tělovýchovná jednota Moravia Hlubočky)
- 1992 – FK Hlubočky (Fotbalový klub Hlubočky)

## Umístění v jednotlivých sezonách
Zdroj:
Legenda: Z - zápasy, V - výhry, R - remízy, P - porážky, VG - vstřelené góly, OG - obdržené góly, +/- - rozdíl skóre, B - body, červené podbarvení - sestup, zelené podbarvení - postup, fialové podbarvení - reorganizace, změna skupiny či soutěže
| Československo (1973 – 1993) |                                           |        |    |    |       |    |     |    |     |    |        |
| Sezóny                       | Liga                                      | Úroveň | Z  | V  | R     | P  | VG  | OG | +/− | B  | Pozice |
| 1973/74                      | I. B třída Severomoravského kraje – sk. E | 7      | 22 | 8  | 6     | 8  | 30  | 35 | −5  | 22 | 6.     |
| 1974/75                      | I. B třída Severomoravského kraje – sk. E | 7      | 22 | 7  | 7     | 8  | 44  | 41 | +3  | 21 | 6.     |
| 1975/76                      | I. B třída Severomoravského kraje – sk. E | 7      | 22 | 9  | 6     | 7  | 46  | 38 | +8  | 24 | 4.     |
| 1976/77                      | I. B třída Severomoravského kraje – sk. E | 7      | 22 | 9  | 6     | 7  | 34  | 30 | +8  | 24 | 5.     |
| 1977/78                      | I. B třída Severomoravského kraje – sk. E | 6      | 22 | 8  | 4     | 10 | 29  | 33 | −4  | 20 | 7.     |
| ...                          |                                           |        |    |    |       |    |     |    |     |    |        |
| 1991/92                      | Hanácký župní přebor                      | 5      | 26 | 8  | 5     | 13 | 30  | 49 | −19 | 21 | 13.    |
| 1992/93                      | Hanácký župní přebor                      | 5      | 26 | 8  | 6     | 12 | 41  | 45 | −4  | 22 | 10.    |
| Česko (1993 – )              |                                           |        |    |    |       |    |     |    |     |    |        |
| Sezóny                       | Liga                                      | Úroveň | Z  | V  | R     | P  | VG  | OG | +/− | B  | Pozice |
| 1993/94                      | Hanácký župní přebor                      | 5      | 30 | 20 | 4     | 6  | 55  | 26 | +29 | 44 | 2.     |
| 1994/95                      | Hanácký župní přebor                      | 5      | 30 | 11 | 8     | 11 | 48  | 44 | +4  | 41 | 8.     |
| 1995/96                      | Hanácký župní přebor                      | 5      | 28 | 7  | 5     | 16 | 35  | 57 | −22 | 26 | 14.    |
| 1996/97                      | Hanácký župní přebor                      | 5      | 30 | 14 | 4     | 12 | 43  | 34 | +9  | 46 | 4.     |
| 1997/98                      | Hanácký župní přebor                      | 5      | 30 | 11 | 12    | 6  | 50  | 38 | +12 | 48 | 4.     |
| 1998/99                      | Hanácký župní přebor                      | 5      | 30 | 12 | 7     | 11 | 57  | 42 | +15 | 43 | 5.     |
| 1999/00                      | Hanácký župní přebor                      | 5      | 30 | 11 | 4     | 15 | 38  | 55 | −17 | 37 | 10.    |
| 2000/01                      | Hanácký župní přebor                      | 5      | 30 | 13 | 5     | 12 | 42  | 34 | +8  | 44 | 5.     |
| 2001/02                      | Hanácký župní přebor                      | 5      | 30 | 17 | 8     | 5  | 56  | 24 | +32 | 59 | 2.     |
| 2002/03                      | Přebor Olomouckého kraje                  | 5      | 30 | 9  | 9     | 12 | 47  | 54 | −7  | 36 | 10.    |
| 2003/04                      | Přebor Olomouckého kraje                  | 5      | 30 | 6  | 6     | 18 | 35  | 69 | −34 | 24 | 16.    |
| 2004/05                      | I. A třída Olomouckého kraje – sk. A      | 6      | 26 | 12 | 6     | 8  | 38  | 30 | +8  | 42 | 3.     |
| 2005/06                      | I. A třída Olomouckého kraje – sk. B      | 6      | 26 | 5  | 10    | 11 | 31  | 40 | −9  | 25 | 12.    |
| 2006/07                      | I. B třída Olomouckého kraje – sk. B      | 7      | 26 | 14 | 4     | 8  | 45  | 26 | +19 | 46 | 2.     |
| 2007/08                      | I. B třída Olomouckého kraje – sk. B      | 7      | 26 | 9  | 5     | 12 | 46  | 36 | +10 | 32 | 8.     |
| 2008/09                      | I. B třída Olomouckého kraje – sk. B      | 7      | 26 | 15 | 4     | 7  | 60  | 30 | +30 | 49 | 3.     |
| 2009/10                      | I. B třída Olomouckého kraje – sk. B      | 7      | 26 | 15 | 1     | 10 | 65  | 50 | +15 | 46 | 4.     |
| 2010/11                      | I. B třída Olomouckého kraje – sk. B      | 7      | 26 | 18 | 4     | 4  | 72  | 30 | +42 | 58 | 1.     |
| 2011/12                      | I. A třída Olomouckého kraje – sk. B      | 6      | 26 | 14 | 0     | 12 | 56  | 57 | −1  | 42 | 4.     |
| 2012/13                      | I. A třída Olomouckého kraje – sk. B      | 6      | 26 | 10 | 5     | 11 | 42  | 52 | −10 | 35 | 6.     |
| 2013/14                      | I. A třída Olomouckého kraje – sk. B      | 6      | 22 | 6  | 1     | 15 | 42  | 73 | −31 | 19 | 12.    |
| 2014/15                      | I. A třída Olomouckého kraje – sk. B      | 6      | 26 | 8  | 2     | 16 | 39  | 79 | −40 | 26 | 12.    |
| 2015/16                      | I. A třída Olomouckého kraje – sk. A      | 6      | 26 | 10 | 2     | 14 | 56  | 73 | −17 | 32 | 8.     |
| 2016/17                      | I. A třída Olomouckého kraje – sk. A      | 6      | 26 | 10 | 3 / 1 | 12 | 51  | 53 | −2  | 37 | 8.     |
| 2017/18                      | I. A třída Olomouckého kraje – sk. A      | 6      | 26 | 10 | 2 / 0 | 14 | 57  | 69 | −12 | 34 | 10.    |
| 2018/19                      | I. A třída Olomouckého kraje – sk. A      | 6      | 26 | 15 | 1 / 2 | 8  | 77  | 51 | +26 | 49 | 4.     |
| 2019/20                      | I. A třída Olomouckého kraje – sk. A      | 6      | 14 | 9  | 0 / 2 | 3  | 60  | 32 | +28 | 29 | 3.     |
| 2020/21                      | I. A třída Olomouckého kraje – sk. A      | 6      | 10 | 4  | 3 / 0 | 3  | 26  | 27 | −1  | 18 | 4.     |
| 2021/22                      | I. A třída Olomouckého kraje – sk. B      | 6      | 24 | 14 | 2/0   | 8  | 88  | 62 | +16 | 46 | 6.     |
| 2022/23                      | I. A třída Olomouckého kraje – sk. B      | 6      | 26 | 15 | 2     | 9  | 101 | 64 | +37 | 47 | 4.     |
| 2023/24                      | I. A třída Olomouckého kraje – sk. B      | 6      | 26 | 19 | 6     | 1  | 102 | 31 | +71 | 63 | 2.     |
| 2024/25                      | I. A třída Olomouckého kraje – sk. B      | 6      | 26 | 16 | 2     | 8  | 68  | 46 | +22 | 50 | 3.     |

Poznámky:
- Od ročníku 2016/17 včetně se hraje v Olomouckém kraji tímto způsobem: Pokud zápas skončí nerozhodně, kope se penaltový rozstřel. Jeho vítěz bere 2 body, poražený pak jeden bod. Za výhru po 90 minutách jsou 3 body, za prohru po 90 minutách není žádný bod.
- 2019/20 a 2020/21: Tyto sezony byly předčasně ukončeny z důvodu pandemie covidu-19 v Česku.